# Muntele Baba (Macedonia)
Muntele Baba (în macedoneană Баба Планина/Baba Planina), sau după cum mai este cunoscut după numele celui mai înalt vârf, Pelister sau Peristeri. Vârful Pelister (sau Peristeri) (2601 metri) supraveghează orașul Bitola. Muntele Baba este al treilea cel mai înalt munte din Republica Macedonia. Alte vârfuri în afară de Pelister sunt Dva Groba (2514 metri), Veternica (2420 m), Muza (2350 metri), Rzana (2334 m), Shiroka (2218 metri), Kozji Kamen (2199 m), Griva (2198 m) și Golema Chuka (2188 m) în Republica Macedonia, și Belavoda (2.179 metri), Kirko (2.155 de metri). Masivul Baba împarte râurile din regiune, astfel încât acestea fie curg spre Marea Adriatică, fie spre Marea Egee.
Flora Parcului Național Pelister include pinul cu cinci-ace (Pinus peuce) - o specie unică de vârstă terțiară fiind prezent doar în câțiva munți în Peninsula Balcanică. Fauna din zonă include: urși, căprioare, lupi, capre negre, cerbi, mistreți sălbatici, iepuri, mai multe specii de vulturi, potârnichi, stăncuțe și păstrăvul din Pelagonia Macedoneană.

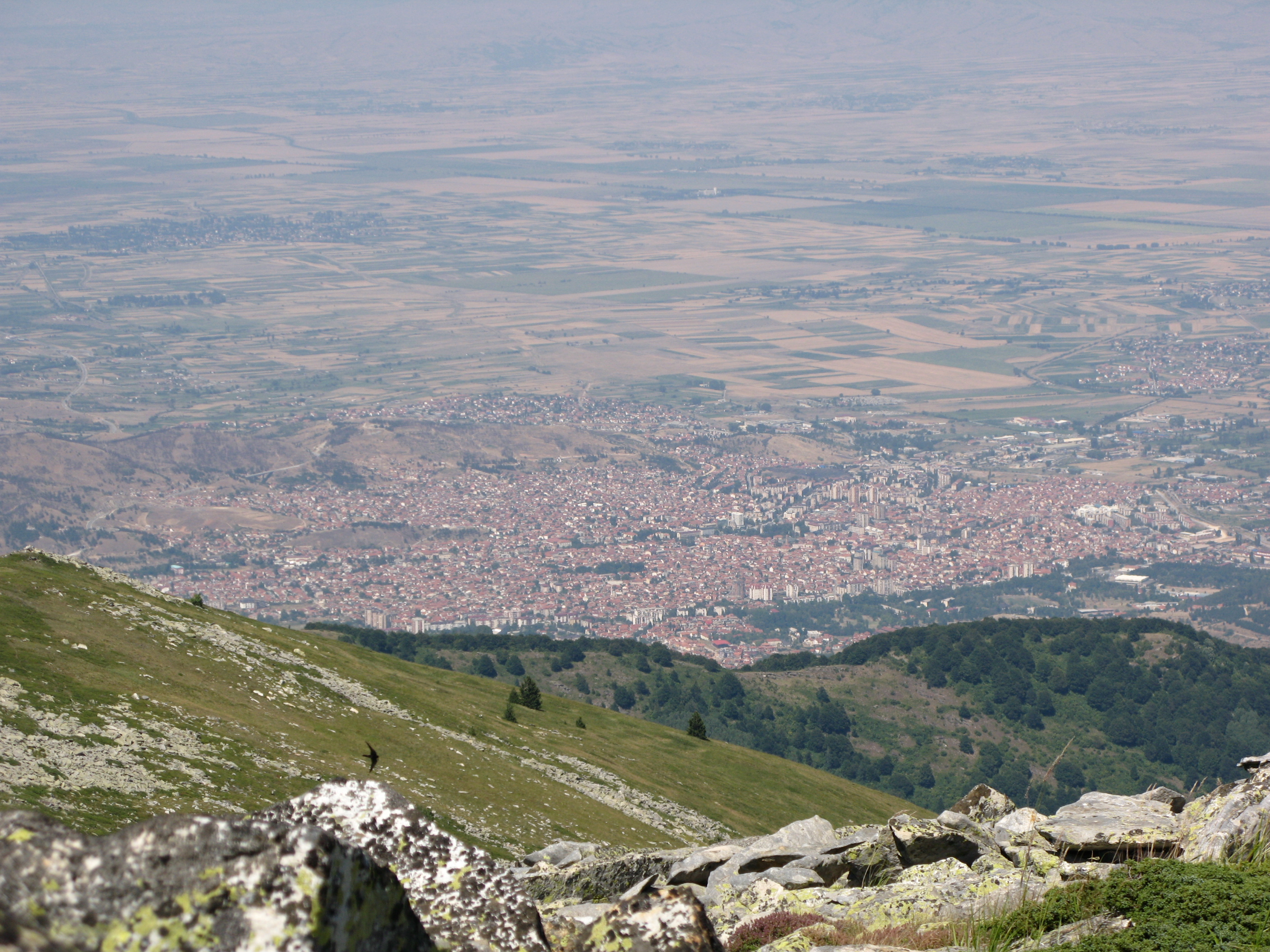
Bitola de pe Pelister

Pelister este cel mai vechi și al doilea cel mai mare parc național din Republica Macedonia după Parcul Național Mavrovo. Aceasta este una dintre principalele zone turistice din țară, fiind o bine-cunoscută stațiune de schi, împreună cu Ohrida, Prespa, Dojran, Popova Šapka, și Crușova.
De pe Pelister se pot vedea valea Pelagonia, Lacul Prespa, Nidže, Galičica, Jakupica, și orașul Bitola. Pelister este unul dintre cei mai sudici munți din Balcani care are un caracter alpin.
Pelister este cunoscut pentru cele două lacuri de munte care sunt numite Ochii Pelister-ului. Lacul Mare este situat la o altitudine de 2.218 de metri deasupra nivelului mării, în timp ce Lacul Mic este la 2.180 de deasupra nivelului mării. Pelister este sursa mai multor râuri. Clima în Parcul Național Pelister este diversă. Pe vârfuri există zăpadă chiar și în iulie.
Pe muntele Pelister, există un emițător TV folosind un catarg de oțel ancorat de niște zăbrele ca antenă a turnului.